# アメリカ旅日記
『アメリカ旅日記』は、歌手のトミー藤山のデビュー・アルバム。1960年2月に日本コロムビアからリリースされた。バックを原田実とワゴン・エースが務めている。

## 収録曲
Side 1
1. ボタンとリボン
2. ジャニー・ギター
3. テキサスの黄色いバラ
4. 帰らざる河

Side 2
1. ユー・アー・マイ・サンシャイン
2. テネシー・ワルツ
3. モーリン・ダーリン
4. サン・アントニオ・ローズ

## パーソネル
- トミー藤山（歌）
- 原田実とワゴン・エース
- 服部レイモンド（訳詞・編曲）